# Glypta satanas
Glypta satanas är en stekelart som beskrevs av Dasch 1988. Glypta satanas ingår i släktet Glypta och familjen brokparasitsteklar. Inga underarter finns listade i Catalogue of Life.